# Francesc Nebot
Francesc de Paula Nebot i Torrens (Barcelona, 1883-Barcelona, 1965) fue un arquitecto español. Adscrito al novecentismo, fue representante de la versión más académica de este estilo, dentro de una línea clasicista anclada en la tradición.

## Biografía
Titulado en 1909, fue catedrático de la Escuela de Arquitectura de Barcelona (1912), vocal técnico del Consejo de Investigaciones Pedagógicas de la Diputación de Barcelona (1913), director de la Escuela de Arquitectura de Barcelona (1923-1936 y 1940-1953), teniente de alcalde de Obras Públicas del Ayuntamiento de Barcelona y presidente del Gabinete Técnico de la Junta de Obras de la Universidad de Barcelona (1952).
Una de sus primeras obras fue la remodelación de la masía de Can Gili, en Caldas de Estrach (1910).
Entre 1919 y 1924 fue autor de la remodelación del Palacio Real de Pedralbes, junto con Eusebi Bona. Había sido residencia del conde Eusebi Güell, el cual había construido un palacete de aire caribeño, proyectado por Joan Martorell, mientras que Antoni Gaudí se encargó del muro de cerca y los pabellones de portería. En 1918 Güell cedió la casa y parte de los jardines a la Corona, por lo que se acometió una nueva remodelación para convertirla en Palacio Real. Está formado por un cuerpo central de cuatro plantas, con una capilla en la parte posterior, y dos alas laterales de tres plantas que se abren en curva a la fachada principal. La fachada exterior es de estilo novecentista con inspiración neopalladiana, con porches de columnas toscanas, aberturas de arco de medio punto con medallones intercalados y jarrones coronando la construcción. El interior contiene una diversa mezcla de estilos, tanto en decoración como en mobiliario, que van desde el estilo Luis XIV hasta los estilos más contemporáneos. Los jardines fueron diseñados por Nicolau Maria Rubió i Tudurí.

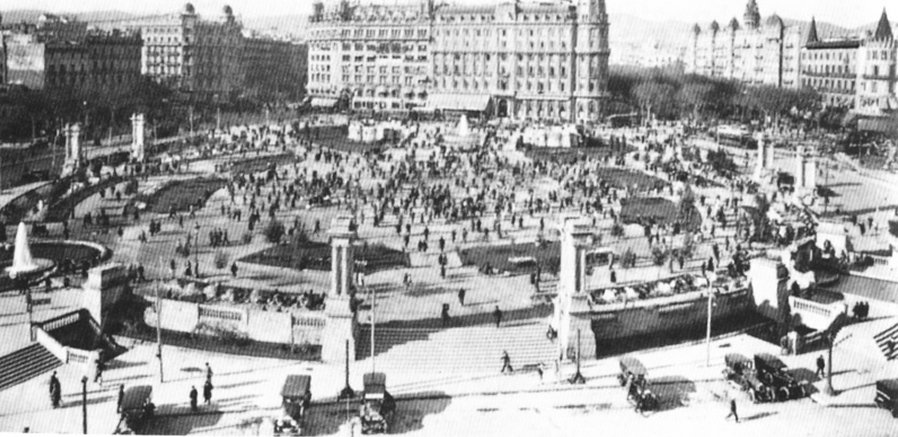
La plaza de Cataluña en 1927

En 1923 realizó una de sus obras más emblemáticas, el Cine Coliseum, situado en la Gran Vía de las Cortes Catalanas, cerca de la esquina con la Rambla de Cataluña. Es un edificio de estilo beauxartiano, inspirado en la Ópera de París. La fachada presenta un atrio de entrada con columnas pareadas de orden corintio, sobre el que se sitúa un gran arco triunfal que acoge un grupo escultórico alusivo a las musas, obra de Pere Ricart; coronan el edificio una gran cúpula central flanqueada de dos torres de estilo neobarroco.

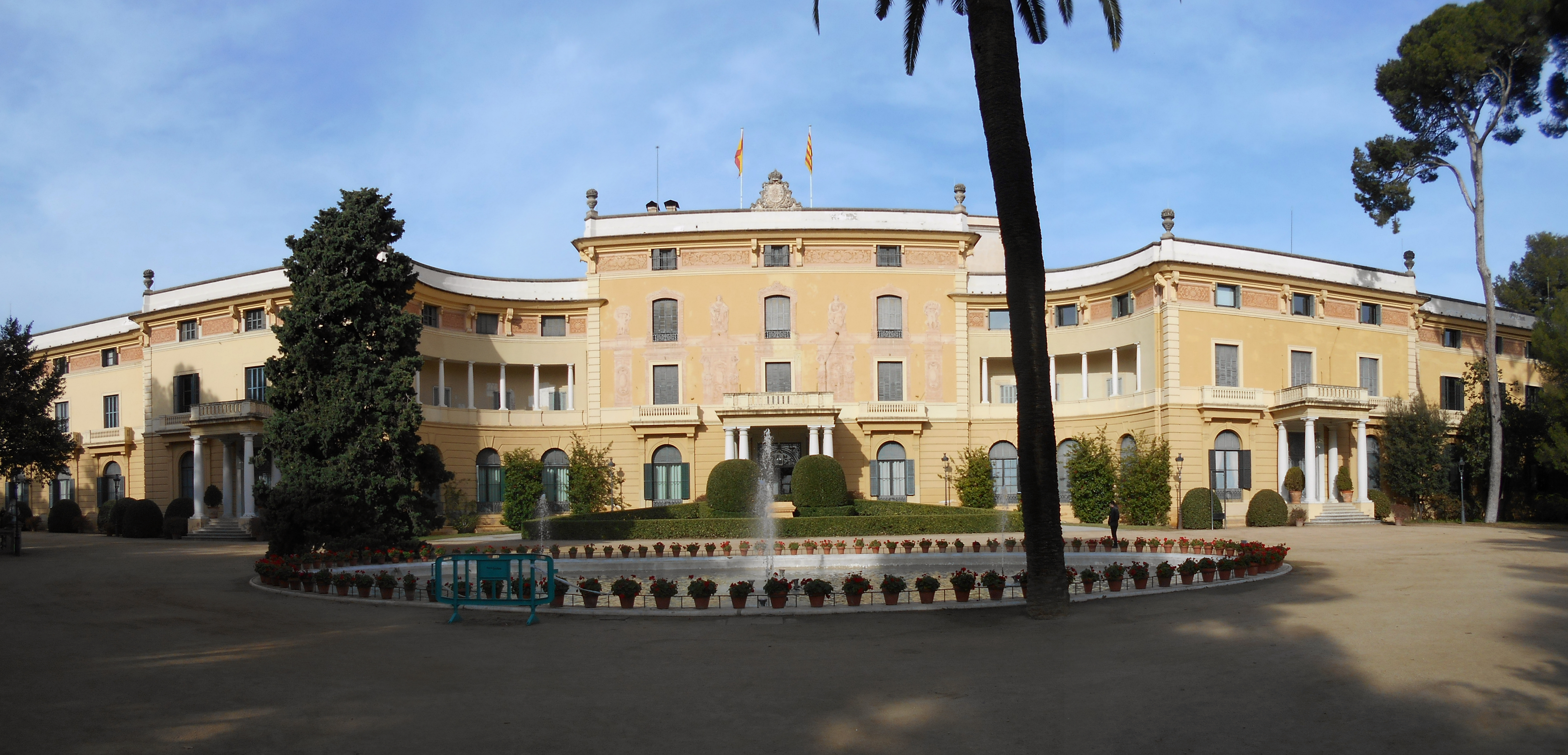
Palacio Real de Pedralbes

En su cargo de teniente de alcalde de Obras Públicas realizó el proyecto de urbanización de la plaza de Cataluña (1924-1926). Antiguamente era una explanada a las afueras del núcleo medieval de la ciudad, que no empezó a urbanizarse hasta 1902. Aunque no estaba prevista en el plan de Ensanche de Ildefonso Cerdá, fue añadida a dicho proyecto por el consistorio barcelonés, como nexo de enlace entre la ciudad vieja y los nuevos barrios surgidos tras el derribo de las murallas medievales. Entre finales del siglo XIX y principios del XX se fueron expropiando los terrenos necesarios para la plaza, y en 1902 se hizo la primera intervención efectiva, en forma de caminos y parterres, con un trazado en forma de aspa. Desde entonces se fueron barajando varios proyectos de urbanización que no llegaron a buen puerto, el último el diseñado por Josep Puig i Cadafalch en 1915. Finalmente, en 1923 se organizó un concurso de proyectos entre profesores de la Escuela de Arquitectura, y el 17 de febrero de 1925 fue elegido el elaborado por Nebot, al frente de un equipo formado por Pere Domènech i Roura, Enric Catà, Eugenio Cendoya, Félix de Azúa y Antoni Darder. Las obras tuvieron lugar entre 1926 y 1929, aunque durante su transcurso la plaza fue inaugurada por Alfonso XIII el 2 de noviembre de 1927. En medio del proceso, en enero de 1927, Nebot dimitió como director de las obras, debido a que el consistorio rechazó su intención de situar en la parte alta de la plaza un templete con columnata decorado con esculturas femeninas. Fue sustituido por Joaquim Llansó, ayudado por Josep Cabestany y Nicolau Maria Rubió i Tudurí.
Entre 1927 y 1928 construyó en la plaza de Cataluña la sede central del Banco de España, un sobrio edificio inspirado en la arquitectura urbana estadounidense, como se denota en su despojamiento ornamental y en la ausencia de referentes históricos tradicionales, con un planteamiento de la estructura sobre la base de la escala y a unas líneas racionales y austeras.
Otras obras suyas son: el edificio de viviendas de la calle Muntaner 393 (1917), primer premio en el Concurso anual de edificios artísticos del Ayuntamiento de Barcelona; la casa Miquel Baygual, en Sabadell (1922); el edificio de Telefónica, en la plaza de Cataluña (1927); y los edificios de Rambla de Cataluña 50 (1920), paseo de Gracia 77 (1923), Balmes 360 (1934-1936) y Balmes 368 (1947).